# Papilio mechowianus
Espèce
Papilio mechowianus,  ou Écharpe fusionnée aussi appelé Papilio mechowiana,  est une espèce de lépidoptères (papillons) de la famille des Papilionidae. Cette espèce est présente en Afrique subsaharienne, Angola (nord), République démocratique du Congo, République centrafricaine, peut-être Soudan.

## Description
Le dimorphisme sexuel est faible. À l'avers les ailes sont marron foncé. Les ailes antérieures portent une bande assez large de couleur crème, dentelée sur un côté, et de petites macules marginales de même couleur, dont une à l'apex. Les ailes postérieures sont arrondies, sans queues. Elles portent une bande crème dans le prolongement de celle des ailes antérieures et des petites macules marginales.
Au revers les ailes sont marron, plus clair qu'à l'avers. Les motifs sont similaires, mais les ailes postérieures sont orangées à la base, les veines sont noires et il y a des traits noirs dans les espaces interveineux. Le corps est noir avec des macules blanches.

## Écologie
L'écologie de cette espèce est mal connue. La plante-hôte n'a pas été identifiée. Comme chez les autres espèce de Papilio les chenilles passent probablement par cinq stades avant de se changer en chrysalide, et la chrysalide est fixée à son support par son crémaster et par une ceinture de soie.

## Habitat et répartition
Papilio mechowianus est présent dans l'écozone afrotropicale : Angola (nord), République démocratique du Congo, République centrafricaine, peut-être Soudan.

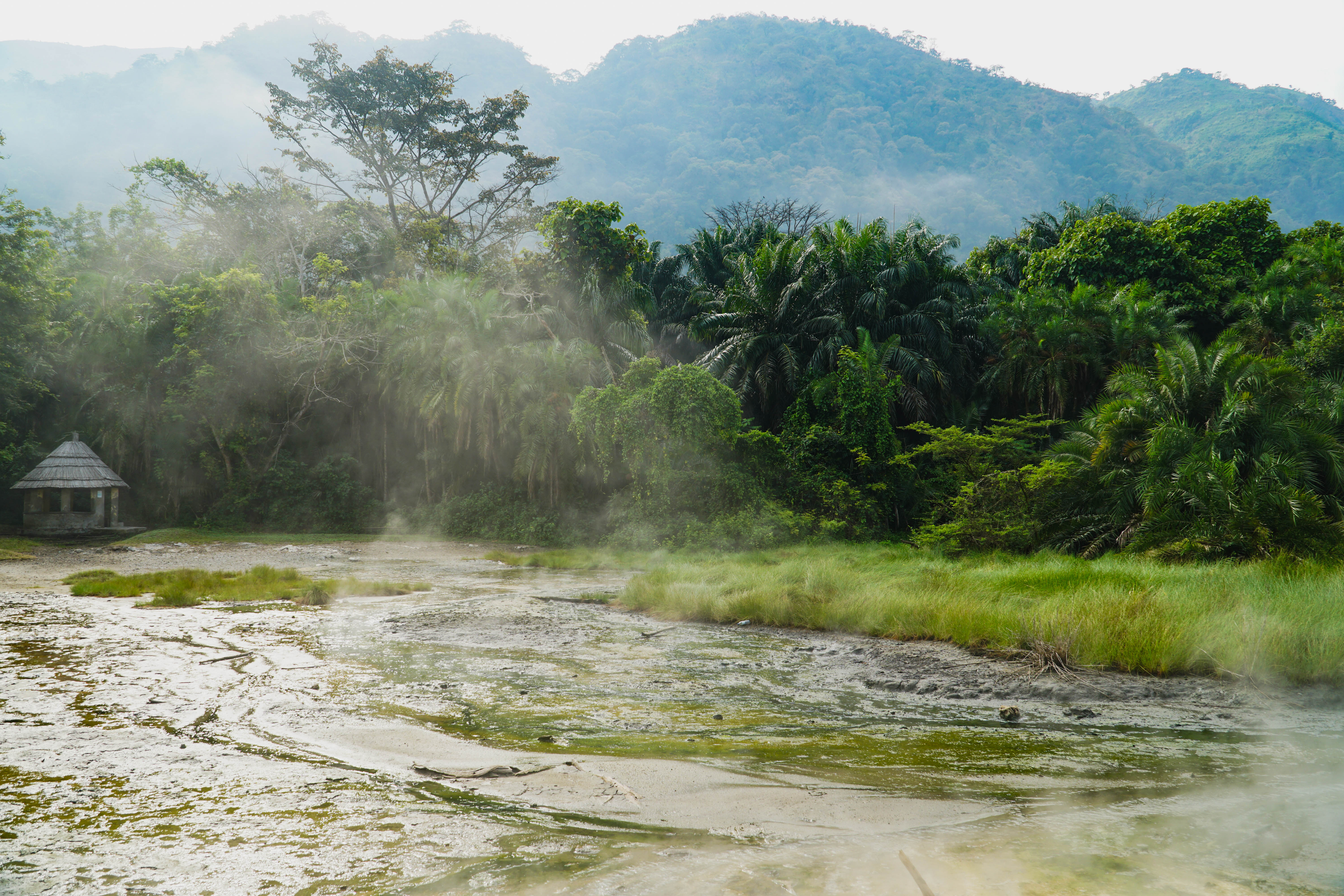
Forêt de l'Ituri (République démocratique du Congo).
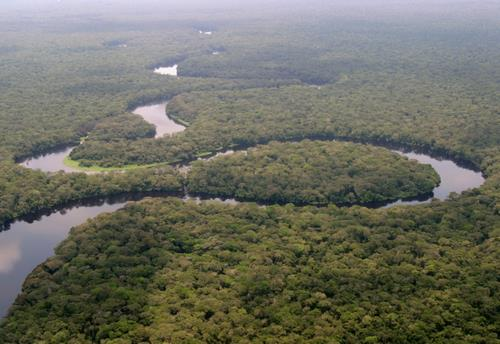
Parc national de la Salonga (République démocratique du Congo)

## Systématique
L'espèce Papilio mechowianus a été décrite pour la première fois en 1885 par l'entomologiste allemand Hermann Dewitz (d) (1848-1890) dans Entomologische Nachrichten sous le nom Papilio cyproeofila var. mechowiana. L'espèce appartient au groupe de Papilio zenobia, composé d'une dizaine de Papilio africains.

## Papilio mechowianuset l'Humaine

### Nom vernaculaire
Cette espèce est appelée Fused Sash en anglais.

### Menaces et conservation
Papilio mechowianus n'est pas évalué par l'UICN.